# Michael Schwald (Sportschütze)
Michael Schwald (* 10. März 1992 in Lörrach) ist ein deutscher Sportschütze und Europaspiele-Goldmedaillensieger im Pistolenschießen.

## Werdegang
Bei den Schieß-Europameisterschaften der Junioren 2012 konnte Schwald seine erste internationale Goldmedaille gewinnen. Es dauerte bis 2022 bis Schwald wieder in die Medaillenränge vorstoßen konnte, als er beim World Cup in Kairo den ersten Platz mit seinem Teamkollegen Robin Walter und Philipp Grimm in der Disziplin 10 Meter Luftpistole Mannschaft erzielte. Im gleichen World Cup konnte Schwald noch die Silbermedaille im Einzelwettbewerb auf 10 Meter gewinnen.
Ein weiterer Höhepunkt in Schwalds Sportschützenkarriere war der Gewinn der Goldmedaille bei den Europaspielen 2023 in Krakau, wo er mit Robin Walter und Christian Reitz den 10-Meter-Luftpistole-Mannschafts-Wettbewerb für sich entscheiden konnte.
2024 konnte Schwald beim World Cup in Granada zusammen mit seiner Schützenkollegin Sandra Reitz mit 15:9 das Finale im 10-Meter-Luftpistole-Mixed-Wettbewerb gewinnen. Zuvor in der Qualifikation hatten beide als einziges Mixed-Team die 580er-Marke durchbrechen können. Im gleichen Turnier konnte Schwald noch eine Bronzemedaille mit Doreen Vennekamp im 10 Meter Luftpistole Mixed erreichen.
Um sich für die Olympischen Sommerspiele in Paris zu qualifizieren, musste Schwald zwei Monate später im Bundesleistungszentrum Wiesbaden zum ersten von zwei Olympia-Qualifikationen. Dort musste er gegen Robin Walter antreten. Schwald konnte sich im ersten Treffen mit 584:580 Ringen durchsetzen. Im zweiten Duell Mitte Mai konnte sich schließlich Walter mit 582:577 Ringen und einem insgesamt besseren Ergebnis durchsetzen und qualifizierte sich für die Teilnahme in Paris.

## Ehrung
- 2022: Sportlerehrung der Stadt Lörrach[4]